# Dragoljub Minić
Dragoljub Minić est un joueur d'échecs yougoslave né le 5 mars 1937 ou le 5 avril 1936 à Pogdorica et mort le 5 avril 2005 à Novi Sad. Champion de Yougoslavie en 1962 (ex æquo avec  Aleksandar Matanović), il reçut le titre de maître international en 1964 et celui de grand maître international honoraire en 1990.

## Carrière aux échecs
Minić a représenté la Yougoslavie lors de quatre championnats d'Europe (de 1961 à 1973) remportant trois médailles d'argent individuelles et trois médailles d'argent par équipe. Il a participé à deux olympiades comme deuxième échiquier de réserve de la Yougoslavie : lors de l'olympiade d'échecs de 1962, il marqua 7 points sur 9 et remporta la médaille d'argent par équipe (derrière l'équipe d'URSS) ; en 1970, il marqua 7,5 points sur neuf et la Yougoslavie finit troisième (derrière l'URSS et les États-Unis).
Outre le championnat de Yougoslavie, Minić a remporté les tournois de
- Reggio Emilia 1964-196 (ex æquo avec Bertok, Bilek et Teschner) ;
- Vinkovci 1965 (ex æquo avec Janosevic, Bertok et Kozomara)
- Varna 1967 (ex æquo avec Serguievski et Kavalek) ;
- Praia da Rocha 1969 (tournoi zonal, devant Filip, Gligorić, Mariotti, David Levy, Bobotsov et Hartston) ;
- Pristina 1973 (ex æquo avec Ivan Farago) ;
- Vinkovci 1974 ;
- Karlovac 1984 ;
- Catanzaro 1984

Lors du tournoi interzonal de 1970, il finit 15e-16e sur vingt-quatre joueurs avec 10 points sur 23.